# Komplex S-50

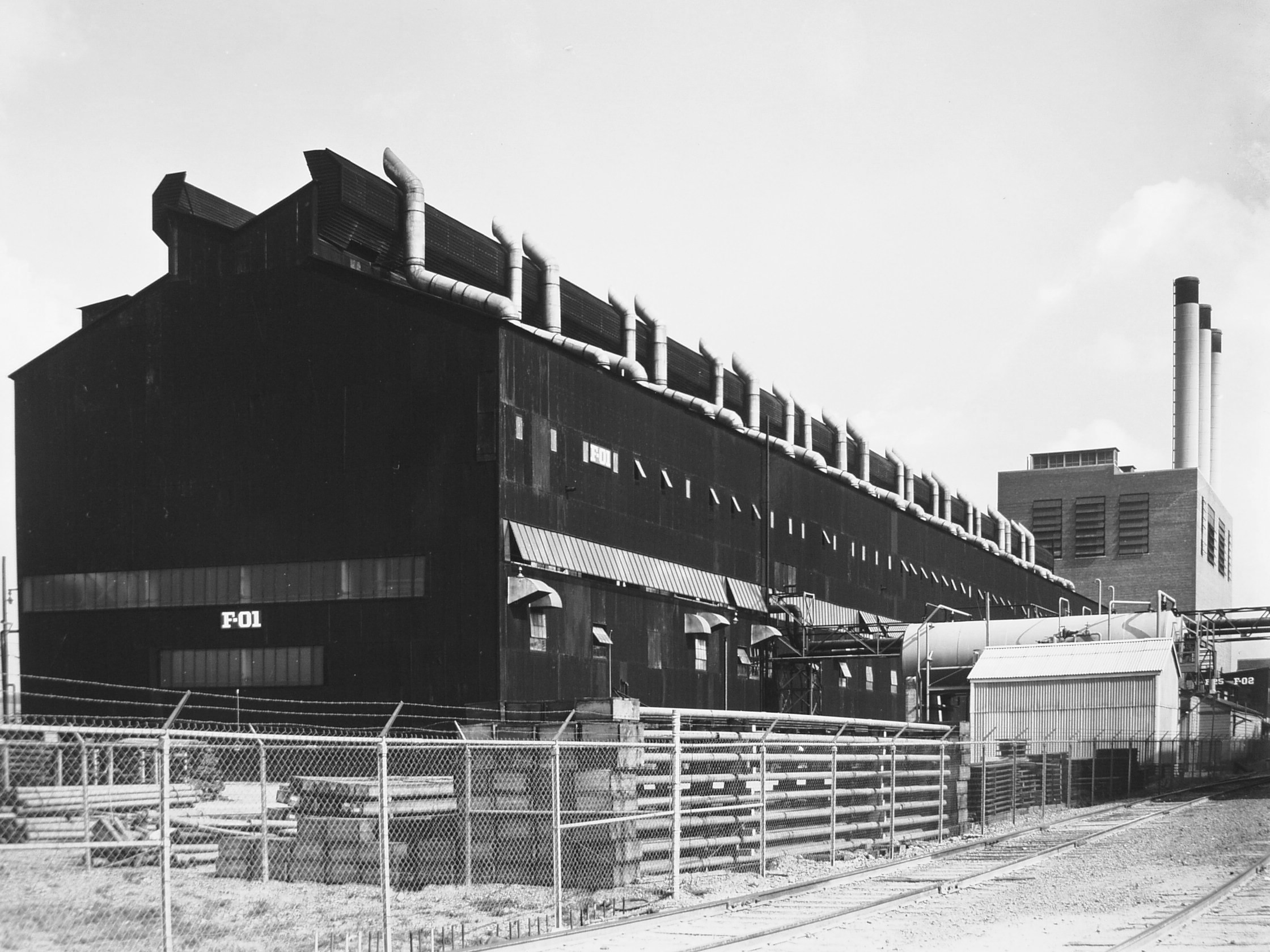
Ed Westcott: Budova S-50 pro metodu tepelné difuze kapalin. Budova s komíny v pozadí je elektrárna patřící k největšímu komplexu K-25.

Komplex S-50 nebo jen S-50 bylo krycí označení jednoho ze tří komplexů pro obohacování uranu, který byl postaven v rámci projektu Manhattan v tajném atomovém městě Oak Ridge. Každý komplex používal jinou technologii obohacování, v případě S-50 to byla metoda tepelné difuze kapalin a byl to nejmenší komplex, což byl záměr s cílem co nejrychlejší výstavby. 
(Oproti S-50, hlavní technologická budova K-25 ve tvaru „U“ s délkou přibližně jedné míle se stala největší budovou světa, komplex Y-12 zase vyžadoval nejvíce zaměstnanců, na směny v nepřetržitém provozu jich v něm nakonec pracovalo až 22 428!)

## Problém obohacování uranu
Již v počátcích projektu Manhattan vědci identifikovali dva izotopy, vhodné jako štěpný materiál pro atomovou bombu: uran-235 a plutonium-239. V Los Alamos proto souběžně pracovali na dvou velmi odlišných typech bomby: uranový typ (který byl svržen na Hirošimu) a plutoniový (svržen na Nagasaki). 
Plutonium se v přírodě prakticky nevyskytuje, patří mezi tzv. transurany, poprvé v naprosto nepatrném miligramovém množství byl připraven v roce 1940, jako čistý kov (rovněž v nepatrném množství) až v roce 1941. Veškeré plutonium bylo proto nutné uměle vyrábět ve třech reaktorech a navazujících komplexech v Hanfordu.
Uran-235 se naopak vyskytuje v přírodní  uranové rudě. Podíl uranu v dostupných uranových rudách je ale velice nízký (typicky 0,1 % i méně) a prvním krokem je tedy separace uranu z uranové rudy. Ale i po složitém získání meziproduktu (který zpravidla obsahuje 70 až 90 % uranu) platí, že neobohacený uran má vždy jen velmi malý podíl uranu-235 (přibližně 0,72 %), naprostou většinu tvoří uran-238 (přes 99,27 %) a nepatrný zbytek tvoří další izotop uran-234. Bylo tak nutné zpracovat stovky tisíc tun uranové rudy.
Navíc, fyzikální i chemické vlastnosti izotopů uranu jsou velmi podobné, proto jejich oddělování je velice obtížný a zdlouhavý proces. Pro výrobu elektřiny v současných jaderných elektrárnách se uran obvykle obohacuje jen na 3 až 5 % (existují i reaktory používající neobohacený uran, nejznámější jsou kanadské CANDU). Ale pro uranový typ bomby bylo nutné získat vysoce obohacený uran (kolem 90 % uranu-235).

## Návaznost komplexů

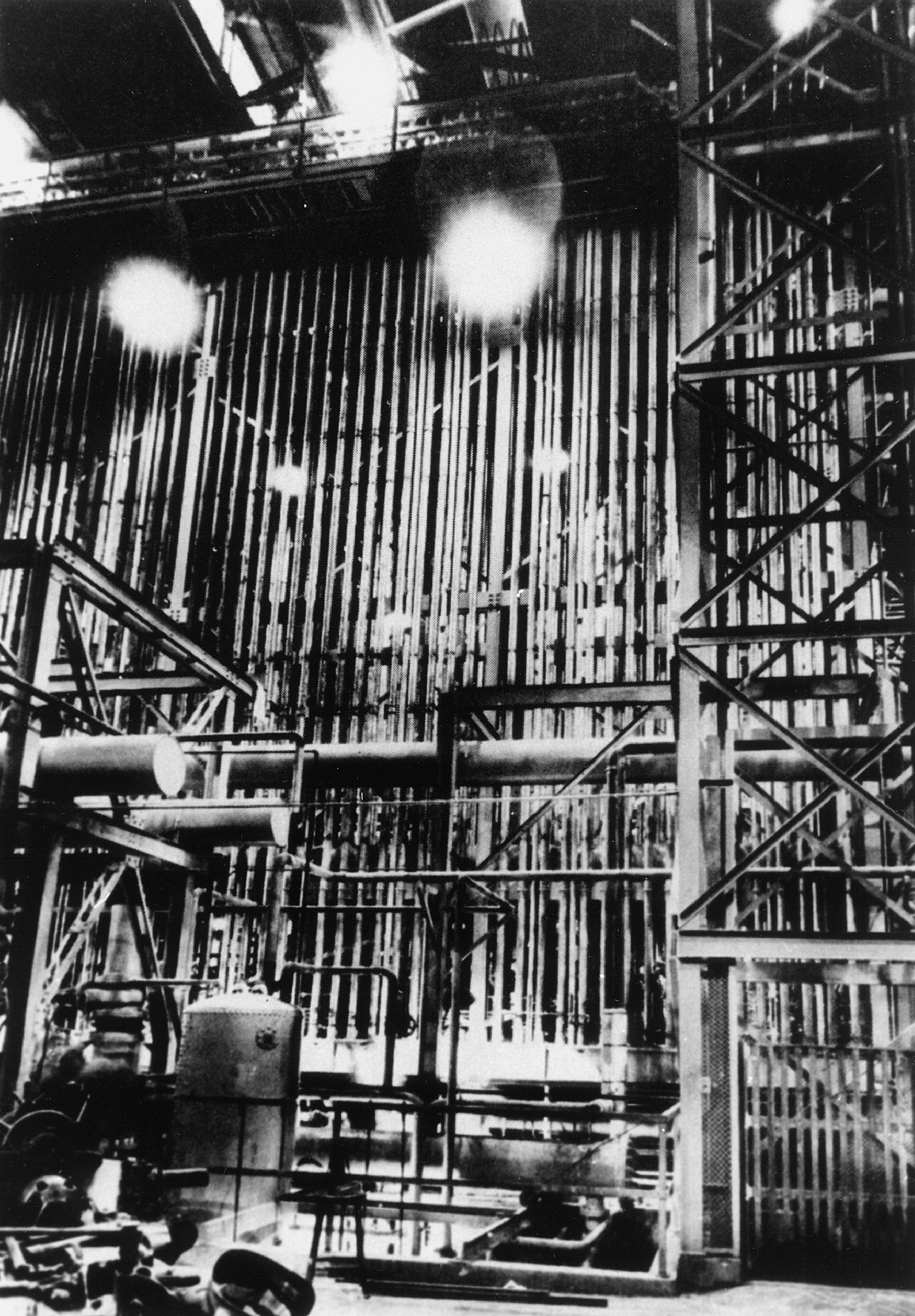
Sekce kolon v S-50.

Různé technologie byly pro různé komplexy v Oak Ridge použity hlavně proto, že nebylo jisté, jak jednotlivé postupy budou fungovat v průmyslovém měřítku. V projektu Manhattan se chemické a fyzikální vlastnosti izotopů teprve upřesňovaly, což navržení vhodných metod dále ztěžovalo. Dalším důvodem byla snaha maximálně urychlit vývoj a výrobu bomby. Určitou roli však sehrála též rivalita mezi týmy a rovněž mezi různými složkami ozbrojených sil USA 
- Komplex Y-12 používal metodu elektromagnetické separace, toto zařízení je označováno též jako kalutron (ang. calutron), kterých v komplexu bylo celkem 1152 (speciální druh hmotnostních spektrometrů). Byl uveden do provozu jako první.[5]
- Komplex S-50 používal metodu tepelné difuze kapalin a byl výrazně menší než zbylé dva komplexy. Původně se s ním nepočítalo, byl vystavěn jako „rychlá výpomoc“ nejprve pro Y-12, po dokončení K-25 výstup z S-50 sloužil jako vstup do K-25 (viz návaznost komplexů popsaná níže).[6][7]
- Komplex K-25 používal metodu plynové difuze a byl dokončen poslední (do provozu byl uváděn postupně po částech).[8][7]

Různé technologie se lišily účinností, výhodami a nevýhodami, během výstavby i provozu se v nich řešily různé problémy. Pro všechny však platilo, že proces obohacování uranu je nesmírný náročný nejen energeticky, ale také na lidské a jiné zdroje. Rovněž je velice zdlouhavý, protože v každém kroku dojde jen k nepatrnému zvýšení koncentrace uranu-235, takže je nutné proces opakovat v řádu tisíců. Např. v případě K-25 byl tzv. obohacovací faktor 1,0043. To je ale teoretické maximum, reálná účinnost byla o dost nižší.
Po dokončení všech tří komplexů se ustálil následující postup. Komplex S-50 začal zpracovávat neobohacený uran a  zvýšil podíl izotopu uranu-235 jen na 1,2 % (zčásti to bylo technologií, ale především rozhodnutím o rychlé výstavbě menšího komplexu a zvolenou konfiguraci). Na své rozměry však byl schopen zpracovat velké objemy. Následně obohacení v K-25 se používalo od 1,2 % do 23 % a proces obohacení byl dokončen v Y-12 (od 23 % až po 89 %). Později se zkoušelo obohacení až na 95 %, ale narazilo se na různé problémy. 
Zpočátku byly zvažovány a navrhovány ještě další technologie, zejména centrifugy (plynové odstředivky). Propočty však ukázaly, že s tehdejšími technologie by byly málo účinné. V současnosti jsou odstředivky naopak naprosto převažující způsob obohacování uranu, protože vylepšením jak materiálů (např. uhlíková vlákna), tak technologií, jejich účinnost překonala ostatní metody.  
Kromě tří komplexů na obohacování uranu byl v lokalitě Oak Ridge postaven ještě také reaktor X-10. Stále ještě šlo o experimentální reaktor, ale již byl navržen pro nepřetržitý provoz a sloužil především k tomu, aby personál projektu Manhattan získal potřebné zkušenosti pro produkci plutonia. Původně zde měly být postaveny i tři, již ryze produkční reaktory (prvním byl reaktor B), ale pro ně byla nakonec vybrána zcela nová lokalita Hanford.

## Tepelná difuze kapalin

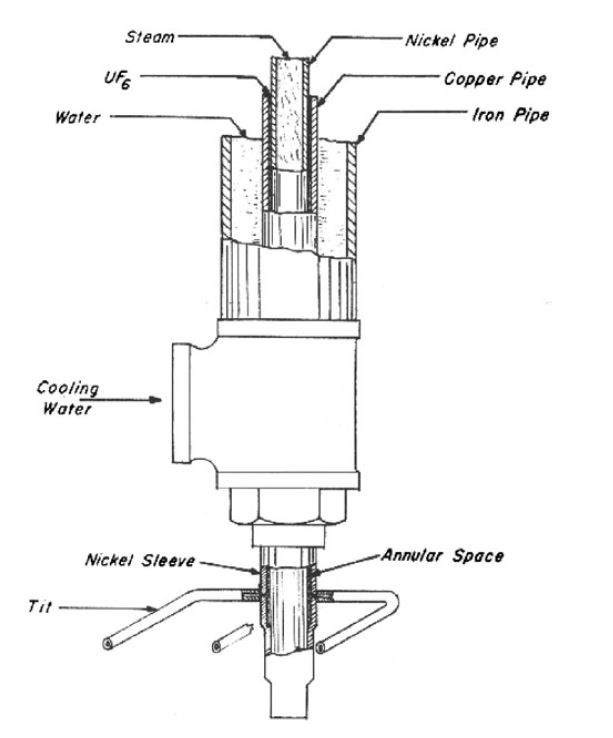
Řez kolonou pro proces tepelné difúze.

Metoda je založena na objevech Carla Ludwiga z roku 1856 a Charlese Soreta z roku 1879, že když je v původně homogenním solném roztoku udržován teplotní gradient, po určité době se v roztoku vytvoří také gradient koncentrace. Tento jev byl pojmenován Soretův efekt (případně také Ludwig–Soretův efekt).
Později byl Soretův efekt využit také jako prostředek k separaci izotopů. Tento proces poprvé předvedli Klaus Clusius a Gerhard Dickel v Německu v roce 1938 k separaci izotopů neonu. Použili přístroj zvaný „kolona“, který se skládal z vertikální trubice s horkým drátem uprostřed. V USA tento design vylepšil Arthur Bramley z Ministerstva zemědělství USA použitím soustředných trubek s různými teplotami.
Využití této metody pro obohacování uranu vyvinuly nezávisle Philip Abelson a další vědci z United States Naval Research Laboratory. Tato metoda nebyla původně mezi těmi, které byly vybrány pro použití v Oak Ridge. Testovací provozy k ověření této metody byly postaveny v Naval Support Facility Anacostia ve Washingtonu a v Philadelphia Naval Shipyard.
Poté již následovala výstavba průmyslového provozu v Oak Ridge (všechna tři komplexy dohromady používaly též další krycí pojmenování Clinton Engineer Works neboli CEW). Šlo o jediný kdy postavený průmyslový provoz s metodou tepelné difuze kapalin, protože jeho účinnost byla horší než K-25 nebo Y-12. Ale určitou výhodou menšího komplexu S-50 byla rychlost výstavby a to, že dokázal rychle zpracovat velké objemy uranu, i když za cenu jen mírného obohacení.

## Výstavba a provoz S-50

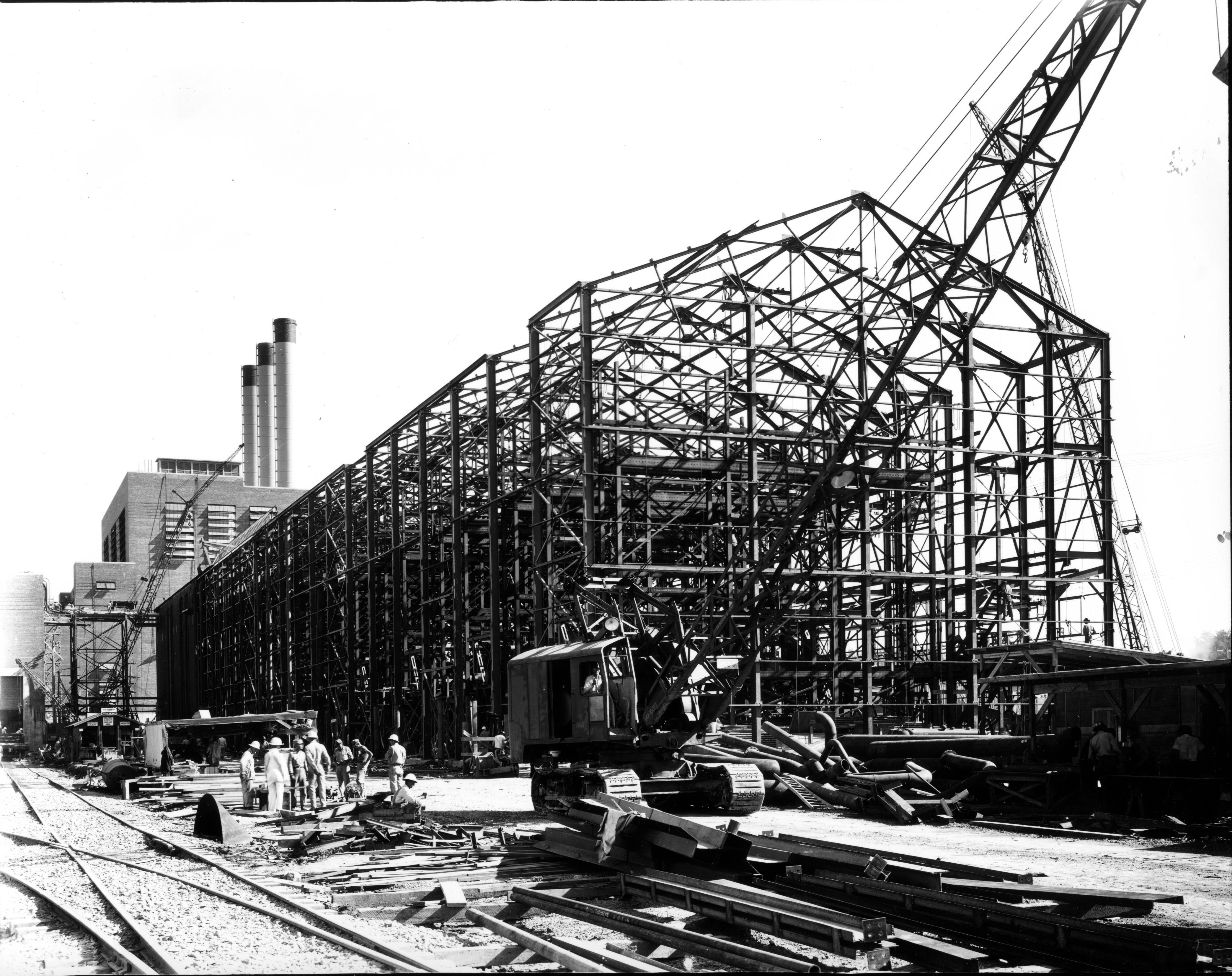
Výstavba S-50, asi srpen 1944.

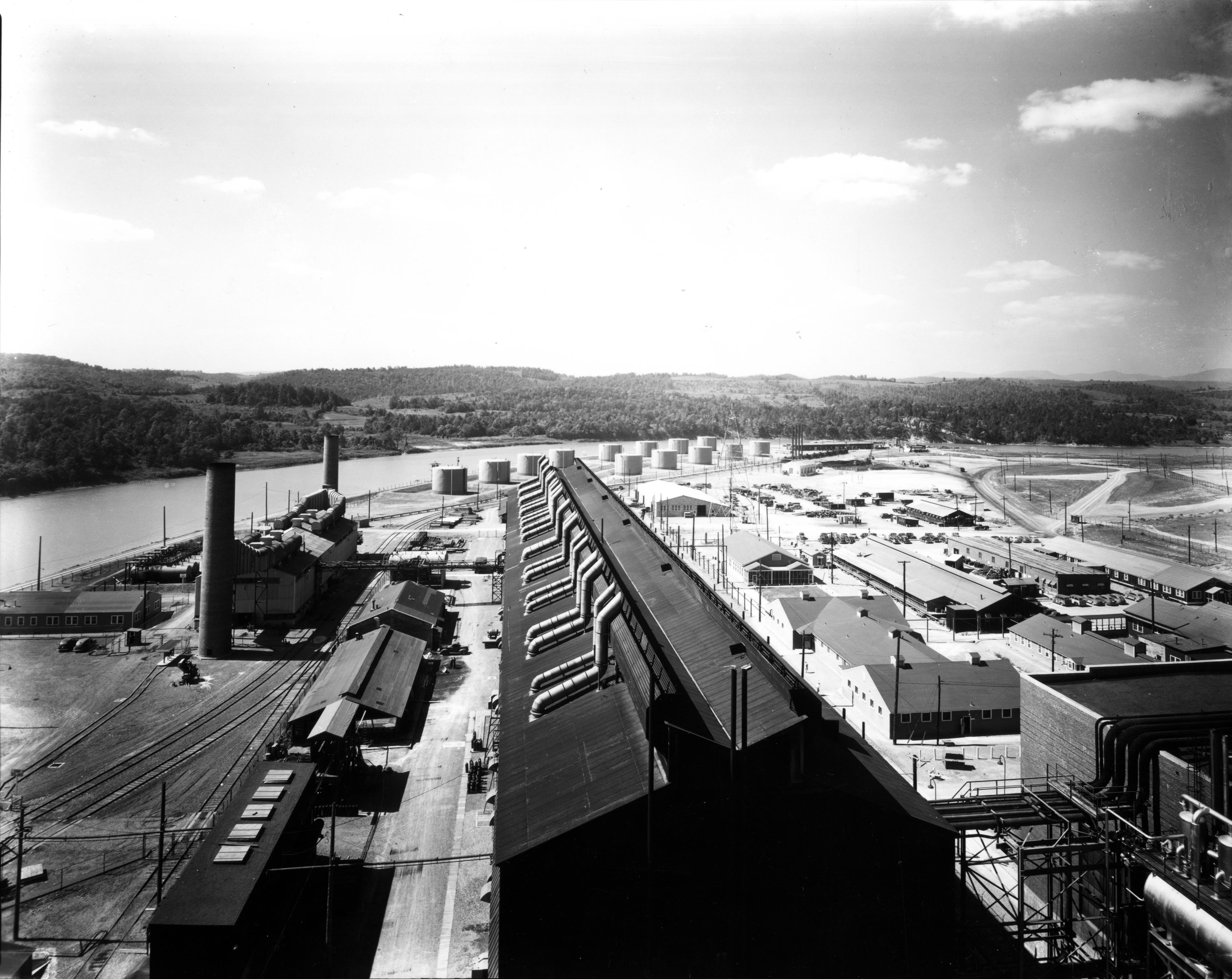
Jiný pohled na S-50.

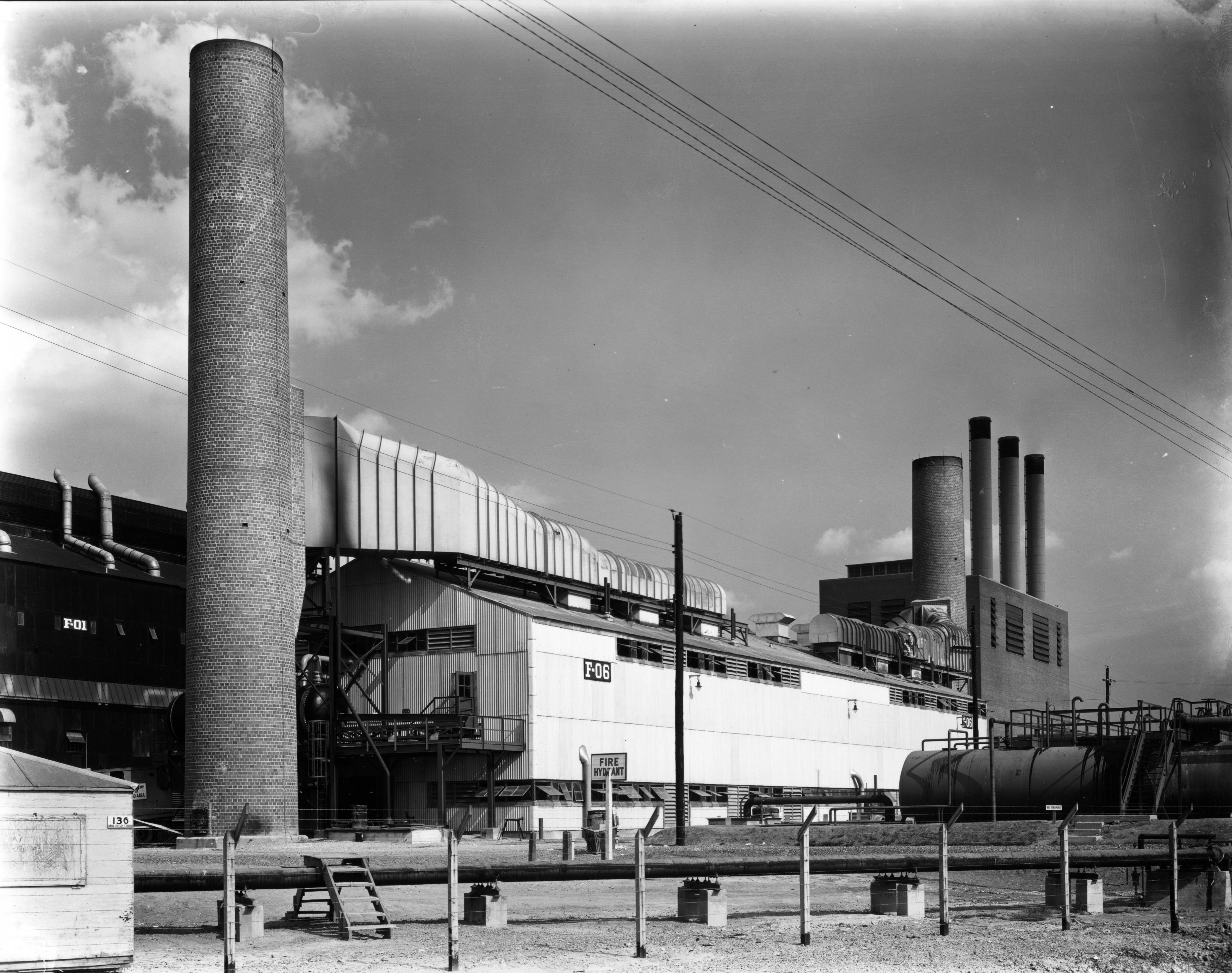
Světlá budova F06 je později dostavěná nová kotelna pro hlavní černou budovu.

Na počátku roku 1944 se Robert Oppenheimer v Los Alamos dověděl základní informace o výsledcích testovacího provozu ve Filadelfii. Požádal o zaslaní detailní technické zprávy s rozborem výsledků. Ty nevypadaly příliš přesvědčivě, ale Oppenheimer dokázal uvažovat i jinak. Pokud by kolony v závodě ve Filadelfii byly provozovány paralelně namísto sériově, mohly by produkovat 12 kg uranu obohaceného na 1 % denně.
Tak malé zvýšení koncentrace uranu-235 vypadá na první pohled jako neužitečné. Ale Robert Oppenheimer uvažoval takto: jestliže již postavený komplex Y-12 (používající elektromagnetickou separaci) dokázal při použití neobohaceného uranu vyprodukovat jeden gram uranu obohaceného na 40 % denně, pokud by vstupem byl uran obohacený na 1,4 % (tedy přibližně dvojnásobek proti neobohacenému uranu), mohl by denně vyrobit skoro dva gramy, v praxi o trochu méně. (Komplex K-25 se tehdy teprve stavěl, po dokončení byl samozřejmě také využit.)
Dne 28. dubna 1944 proto Robert Oppenheimer napsal Leslie Grovesovi a poukázal na to, že „výroba závodu Y-12 by mohla být zvýšena o 30 až 40 procent a její výkonnost by se mohla poněkud zlepšit, a to o mnoho měsíců dříve, než je plánované datum zahájení výroby v komplexu K-25.“
Leslie Groves získal povolení k obnovení kontaktu s námořnictvem a 31. května 1944 jmenoval revizní komisi, ve které byl i jeho vědecký poradce Richard Tolman.  Komise hned následující den navštívila zkušební závod ve Filadelfii. Ve své zprávě uvedla, že Oppenheimer měl ve svých závěrech v zásadě pravdu, ale jeho odhady přímého využití zkušebního provozu byly příliš optimistické.
Komise proto doporučila místo toho postavit plnohodnotný větší provoz přímo v Oak Ridge. Groves proto 12. června požádal o kalkulaci nákladů na takový provoz a na základě výsledků (odhadovaná cena 3,5 milionu dolarů) schválil 24. června 1944 výstavbu. Informoval Military Policy Committee, že nový komplex S-50 bude v provozu do ledna 1945.
Výstavba započala 7. července 1944 a již 16. září (kdy byla dokončena teprve třetina budovy) byla uvedena do provozu první malá část. Testování v září a říjnu odhalilo problémy s netěsnými trubkami. Nicméně všechny kolony byly skutečně nainstalovány a připraveny k provozu v lednu 1945. Stavební smlouva byla ukončena 15. února a zbývající izolační a elektrické práce byly zadány jiným firmám v oblasti Oak Ridge. Plně do provozu byl komplex uveden v březnu 1945 (později se dostavěla ještě nová kotelna).
Hlavní budova komplexu S-50, označená F01, byla tmavá stavba (viz obrázky) o délce 159 metrů, šířce 25 metrů a výšce 23 metrů. Čtyři čerpadla čerpala z řeky 15 000 amerických galonů (asi 57 000 litrů) chladicí vody za minutu. Parní čerpadla byla speciálně navržena společností Pacific Pumps Inc. Nejdříve se využíval výkon již hotové elektrárny z komplexu K-25, jehož hlavní budova se teprve stavěla. Ale jakmile byly spouštěny jednotlivé stupně K-25, byla dostavěna ještě již zmíněná nová kotelna (bílá budova na obrázku) pouze pro potřeby komplexu S-25.
Po válce Leslie Groves (šéf celého projektu Manhattan) zhodnotil význam a přínos komplexu S-50 následovně. Kdybych si uvědomil možnosti tepelné difúze, začali bychom s ní mnohem dříve, věnovali bychom trochu více času návrhu komplexu a postavili bychom ho mnohem větší a lepší. Jeho vliv na naši produkci U-235 by byl znatelnější.

## Po válce
Po kapitulaci Japonska a definitivnímu konci války se priorita projektu Manhattan přesunula „z rychlosti za každou cenu“ na ekonomiku a efektivitu. Navíc obří komplex K-25 byl v září 1945 již prakticky dokončen (jeho konstrukce byla modulární a jednotlivé části byly uváděny do provozu postupně v průběhu roku). Bylo proto rozhodnuto provoz komplexu S-50 zastavit 9. září 1945 a v provozu zůstaly již jen K-25 a Y-12. Zbylé nevyužité zásoby fluoridu uranového byly přesunuty na zpracování do K-25.
Do 9. září se počet zaměstnanců S-50 snížil z válečného maxima 1600 pracovníků na přibližně 900, na konci září jich zůstalo již pouze 241, poslední zaměstnanci byly propuštěni 16. února 1946. Od května 1946 byl komplex S-50 znovu po omezenou dobu využíván, ale pro jiné účely – v rámci projektu NEPA, ve kterém se zkoumala proveditelnost a využitelnost jaderného pohonu pro letadla.
V rámci projektu NEPA zde společnost Fairchild Aircraft provedla zejména sérii experimentů s berylliem, dále zde byli vyráběny bloky obohaceného uranu a grafitu. Samotný projekt NEPA fungoval až do května 1951, kdy byl nahrazen jiným podobným projektem, ale komplex S-50 přestal být používán již někdy na konci 40. let, kdy byl (jako první ze tří komplexů v Oak Ridge) zdemolován.